# Humic Lake
Der Humic Lake (englisch für Humushaltiger See) ist ein kleiner und flacher See an der Nordküste Südgeorgiens. Er liegt südöstlich der Burnet Cove am Ostufer der Bucht Maiviken.
Das UK Antarctic Place-Names Committee benannte ihn 1991 nach dem im See enthaltenen Humus, dessen Zerfall und die damit verbundene Freisetzung von Huminsäuren dem Wasser des Sees seine dunkle Färbung verleihen. 